# Yttersjön (Lövångers socken, Västerbotten)
Yttersjön är en sjö i Skellefteå kommun i Västerbotten och ingår i Bureälven-Mångbyåns kustområde. Sjön har en area på 0,14 kvadratkilometer och ligger 9 meter över havet.

## Delavrinningsområde
Yttersjön ingår i det delavrinningsområde (716432-176856) som SMHI kallar för Utloppet av Uttersjöträsket. Medelhöjden är 19 meter över havet och ytan är 3,88 kvadratkilometer. Det finns inga avrinningsområden uppströms utan avrinningsområdet är högsta punkten. Vattendraget som avvattnar avrinningsområdet har biflödesordning 2, vilket innebär att vattnet flödar genom totalt 2 vattendrag innan det når havet efter 11 kilometer. Avrinningsområdet består mestadels av skog (64 procent), öppen mark (11 procent) och jordbruk (16 procent). Avrinningsområdet har 0,26 kvadratkilometer vattenytor vilket ger det en sjöprocent på 8,7 procent.